# Don Gordon
Donald Walter Guadagno, connu sous le nom de scène Don Gordon (né le 13 novembre 1926 à Los Angeles, et mort le 24 avril 2017) est un acteur et scénariste américain. Il a notamment joué plusieurs fois aux côtés de Steve McQueen.

## Biographie
Bon camarade de Steve McQueen, Don Gordon apparaît, en effet, à ses côtés dans Bullitt, Papillon ou encore La Tour infernale. On se souviendra de lui pour son incursion dans Columbo, dans l'épisode Réaction négative (Saison 4, épisode 2, diffusé le 15 octobre 1974). Il y joue un ancien taulard, Deschler, qui rend quelques services à son bienfaiteur Paul Galesko (Dick Van Dyke), sans se douter que celui-ci combine la mort de sa propre épouse...

## Filmographie

### Acteur

#### Cinéma
- 1949 : Un homme de fer (Twelve O'Clock High), de Henry King : le premier patient à l'hôpital de la base (non crédité)
- 1950 : Okinawa (Halls of Montezuma), de Lewis Milestone : un marine (non crédité)
- 1951 : Let's go Navy ! : Sailor (non crédité)
- 1951 : Les Amants de l'enfer (Force of Arms), de Michael Curtiz : Sgt. Webber (non crédité)
- 1951 : It's a Big Country : Mervin (non crédité)
- 1953 : Filles dans la nuit : Irv Kellener
- 1953 : Quand la poudre parle (Law and Order), de Nathan Juran : Bart Durling (non crédité)
- 1956 : Benny Goodman (The Benny Goodman Story) : un garçon du gang (non crédité)
- 1957 : Revolt at Fort Laramie : Jean Salignac
- 1959 : La Fin d'un voyou (Cry Tough), de Paul Stanley : Incho
- 1965 : The Lollipop Cover : Nick Bartaloni
- 1968 : Bullitt, de Peter Yates : Delgetti
- 1970 : The Gamblers : Rooney
- 1970 : WUSA, de Stuart Rosenberg : Bogdanovich
- 1970 : Les Canons de Cordoba (Cannon for Cordoba), de Paul Wendkos : Sgt. Jackson Harkness
- 1971 : The Last Movie, de Dennis Hopper : Neville Robey
- 1972 : Population zéro : George Borden
- 1972 : Les Poulets : Anthony La Bresca
- 1972 : Massacre (Slaughter) : Harry Bastoli
- 1973 : Le Mac (The Mack), de Michael Campus : Hank
- 1973 : Papillon, de Franklin J. Schaffner : Julot
- 1974 : The Education of Sonny Carson (en)  de Michael Campus : Pigliani
- 1974 : La Tour infernale (The Towering Inferno), de John Guillermin et Irwin Allen : Kappy
- 1980 : Garçonne (Out of the Blue), de Dennis Hopper : Charlie
- 1981 : La Malédiction finale (The Final conflict), de Graham Baker : Harvey Dean
- 1982 : The Beast Within : juge Curwin
- 1987 : L'Arme fatale (Lethal Weapon), de Richard Donner : le policier #2
- 1987 : Code name Vengeance : Harry Applegate
- 1989 : L'amour est une grande aventure (Skin Deep), de Blake Edwards : Curt
- 1990 : L'Exorciste, la suite (The Exorcist III : Legion), de William Peter Blatty : Ryan
- 1991 : Borrower (The Borrower), de John McNaughton : Charles Krieger

#### Télévision
- 1951 : Space Patrol : Vito Krone (1 épisode)
- 1953 : The Philco Television Playhouse : un jeune homme (1 épisode)
- 1955 : The Best Of Broadway : Dolph (1 épisode)
- 1956 : Robert montgomery presents : 1 épisode
- 1956 : The Kaiser Aluminium Hour : Sam (1 épisode)
- 1956-1957 : Studio One : Al Rossi / Eddie (2 épisodes)
- 1957 : Navy Log (en) : Joey (1 épisode)
- 1958 : The Walter Winchell File : Deek (1 épisode)
- 1958 : Man without a gun (1 épisode
- 1958 : Sugarfoot : Ed Rowland / Robbe)r (2 épisodes)
- 1958 : Trackdown : Hector / Les Morgan (2 épisodes)
- 1958-1960 : Playhouse 90 : Borotta / Pete (2 épisodes)
- 1959 : 77 Sunset Strip (1 épisode)
- 1959 : The Rough Riders : 1 épisode
- 1959 : The Millionaire (en) : Paul (1 épisode)
- 1959 : Colt .45 (en) : Turk (1 épisode)
- 1959 : Border Patrol (en) : Jack Tyler / Johnny (2 épisodes)
- 1959 : Johnny Staccato : Casper (1 épisode)
- 1959 : Alfred Hitchcock présente : Rudy Stickney (1 épisode)
- 1959 : Bonne chance M. Lucky : Turkey Thomas (1 épisode)
- 1959-1960 : U.S. Marshal : Rile, l'échapé de prison (2 épisodes)
- 1959-1960 : Au nom de la loi : Buff Cole / Morley Teton (2 épisodes)
- 1959-1960 : Hawaiian Eye : Cliff Johnson / Mickey Grill (2 épisodes)
- 1960 : Man with a camera : le colonel (1 épisode)
- 1960 : The Deputy : Queed (1 épisode)
- 1960-1961 : The Blue Angels : Lt. Frank Bertelli (33 épisodes)
- 1960-1964 : La Quatrième Dimension : Salvatore Ross / Andy Marshak (2 épisodes)
- 1960-1965 : Insight : Greg (3 épisodes)
- 1961 : Target : The Corruptors : Benji (1 épisode)
- 1961-1963 : Les Incorruptibles : rôles divers (4 épisodes)
- 1962 : Les Accusés : Joey Tassili (2 épisodes)
- 1963 : Empire (en) : Quinn Serrato (1 épisode)
- 1963 : The Eleventh Hour (en) : Billy Scott (1 épisode)
- 1963 : The Lloyd Bridges Show : Raul (1 épisode)
- 1963 : The Nurses : Lenny Styles (1 épisode)
- 1963 : Channing : Mario Saccone (1 épisode)
- 1964 : Au-delà du réel : Dave Cromwell / Agent Luis D. Spain (2 épisodes)
- 1964 : Le Fugitif : Shérif Morgan Fallon (1 épisode)
- 1964-1965 : Bob Hope presents the Chrysler Theatre : rôles divers (4 épisodes)
- 1965 : Memorandum for a spy : Harry Edminds (téléfilm)
- 1965 : Kraft Suspense Theatre : Millard Severin (1 épisode)
- 1965 : Combat ! : Pvt. Stevens (1 épisode)
- 1966 : Peyton Place : Richard Jenson (5 épisodes)
- 1966 : L'Homme des vallées perdues (Shane) : Johnny Wake (1 épisode)
- 1966 : Voyage au fond des mers : Stan Kowalski (1 épisode)
- 1966 : 12 O'Clock High (en) : Capt. Dominic Dejohn / Capt. Ernie Bradovich (2 épisodes)
- 1967 : Les Mystères de l'Ouest : Gen. Titus Trask (1 épisode)
- 1967 : Les Envahisseurs : Charlie Gilman (1 épisode)
- 1967 : Ready and Willing  (téléfilm)
- 1967-1974 : Sur la piste du crime : rôles divers (6 épisodes)
- 1968 : Of Mice and Men de Ted Kotcheff (téléfilm, d'après Des souris et des hommes de John Steinbeck) : Curly (téléfilm)
- 1968 : Brigade criminelle : Mace Baker (1 épisode)
- 1968 : Les Règles du jeu : Art Panadero (1 épisode)
- 1971 : Monty Nash : Sy (1 épisode)
- 1971-1975 : Cannon : Joe / M. Tilles (2 épisodes)
- 1973 : Search : Alex nevin (1 épisode)
- 1973 : The Return of Charlie Chan : Lambert (téléfilm)
- 1973 : Toma : Alex Keever (1 épisode)
- 1974 : Banacek : Buck Powell (1 épisode)
- 1974 : The Rookies : Caras (1 épisode)
- 1974 : Le Magicien : Larry Ford (1 épisode)
- 1974 : Mannix : Frank Marr (1 épisode)
- 1974 : Columbo - Réaction négative : Alvin Deschler (téléfilm)
- 1975 : Matt Helm (1 épisode)
- 1975-1976 : Les Rues de San Francisco : Joseph « Joe ou Joey » Latham / Tony Fabrieze (2 épisodes)
- 1975-1976 : Switch : Député Graylow / Mickey Costello (2 épisodes)
- 1976 : Super Jaimie : Glen Morgan (1 épisode)
- 1976 : Street Killing : Sgt. Bud Schiffman (téléfilm)
- 1976 : Drôles de dames : Gene Wells (1 épisode)
- 1976 : Delvecchio : détective Bill Travis (1 épisode)
- 1976 : Barnaby Jones : Carl Everett / Paul Tessler (1 épisode)
- 1977 : Starsky et Hutch : Lt. Alex Corday (1 épisode)
- 1978 : Sparrow : Charles Medwick (téléfilm)
- 1978 : Lucan : Prentiss (9 épisodes)
- 1979 : Vegas : Willis (1 épisode)
- 1980 : Paris : Jimmy Baron (1 épisode)
- 1980 : The Contender : Harry
- 1980 : Pour l'amour du risque : Lt. Gifford (1 épisode)
- 1982 : Matt Houston (1 épisode)
- 1982-1984 : Simon et Simon : Knapp / M. Lee, l'assassin (2 épisodes)
- 1982-1985 : K 2000 : Lt. Dickerson / Randy Cavanaugh (2 épisodes)
- 1983 : Matthew Star : Lloyd Stickland (1 épisode)
- 1983 : Confessions of a married man : Bill Parker (téléfilm)
- 1983 : Shérif, fais-moi peur (The Dukes of Hazzard) (série TV) (saison 6, épisode 10 "La dernière chance"): Scanlon
- 1983 : Automan : Leonard Martin (1 épisode)
- 1983-1984 : Hooker : Frank D'Costa / Mickey Tavelli (2 épisodes)
- 1984 : Espion modèle : Brandon (1 épisode)
- 1985-1986 : Les Enquêtes de Remington Steele : rôles divers (3 épisodes)
- 1986 : Supercopter : Sgt. Colvetti (1 épisode)
- 1987 : MacGyver : Frank Bonner (1 épisode)
- 1993 : Diagnostic : Meurtre : Gus Benedict (1 épisode)

### Scénariste
- 1960 : La Grande Caravane (1 épisode)
- 1965 : The Lollipop Cover